# Ulmu, Ialoveni
Ulmu este un sat din raionul Ialoveni, Republica Moldova. Este amplasat în adâncul Codrilor Moldovei, cu o climă favorabilă, cu ierni blânde și veri călduroase. Solul acestei zone, un soi de cernoziom, este prielnic plantațiilor agricole de cele mai multe feluri, în zilele noastre crescând culturi de viță-de-vie, porumb, pomi de cireș și vișin și multe alte culturi și plante. Râul Botna este un afluent al râului Nistru. Debitul râului poate ajunge și la zero, în vreme de arșiță și uscăciune. Râul nu provoacă pagube sau inundații din cauza debitului care a slăbit din cauza poluării și a numărului scăzut de izvoare. Ulmu a fost și este un sat cu un număr de locuitori mediu. În ultimii ani însă, s-a înregistrat o oarecare scădere a populației, datorită faptului că mulți cetățeni au ales să lucreze (mai puțini să trăiască) în străinătate.
Ulmu se află la o poziție strategică, la distanțe prielnice față de Chișinău, de granița România și de alte sate din același raion.
Autostrada E581 este în plin proces de construire (din 2010 s-a așezat baza, prundișul, în prezent se caută fonduri pentru asfaltarea autostrăzii).

## Etimologie

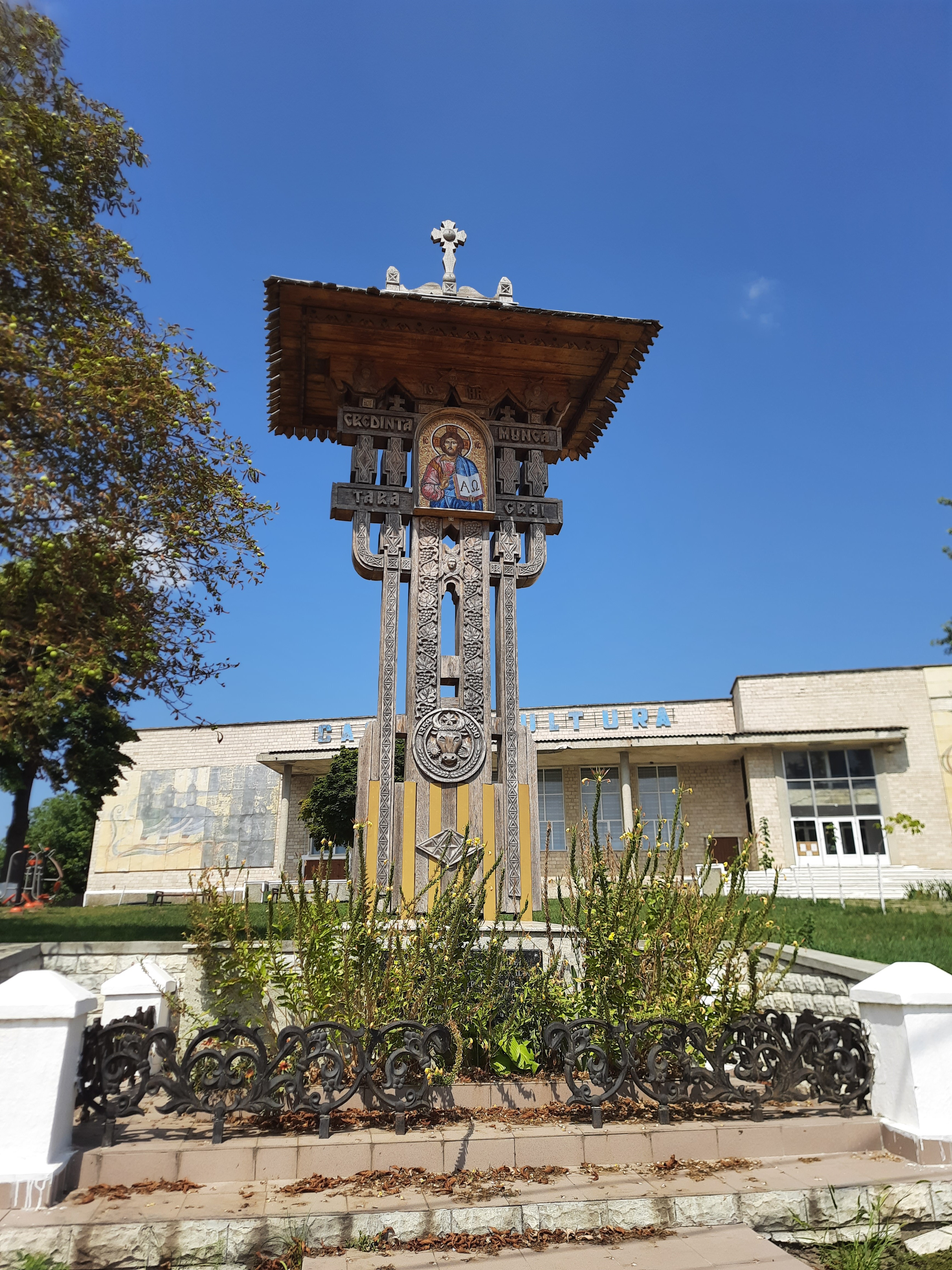
Troița din fața casei de cultură

Numele satului provine de la un soi de arbori, specifici acestei regiuni numiți ulmi (din lat. Ulmus). Sătenii împărtășesc aceiași părere. Deși acest copac se întâlnește rar în zilele noastre, din cauza activității umane, în trecut era folosit mai ales în gospodărie, pe post de uluc (vas pentru apă) pentru animalele țăranilor.

### Simboluri
Stema și drapelul satului Ulmu a fost aprobat în date de 22.02.2011 de Comisia Națională de Heraldică de pe lângă Președintele Republicii Moldova și 19.07.2011 de Consiliul sătesc Ulmu.
Stema: Blazonare În câmp de aur, un ulm dezrădăcinat verde, cu rădăcinile înconjurând o fântână heraldică. Scutul timbrat de o coroană sătească de aur.
Drapelul satului Ulmu reprezintă o pânză pătrată galbenă, având în mijloc un ulm dezrădăcinat verde, cu rădăcinile înconjurând o fântână heraldică.

## Istoric
Localitatea este atestată documentar pentru prim dată într-un act prin care Ștefan cel Mare dărui lui Duma Hurdescu un loc pustiu pentru un nou sat lângă moșia satului Ulmi:
„Ispisoc vechi sârbesc din anii 7010 <1502> martie 11, de la domnul Ștefan voievod, prin care miluiește pe slugile sale, Duma Hurdescu, frații lui, Iurie, Drăguși și Cupce, pentru a lor credincioasă slujbă, cu un loc din pustietate, pe Spiroasa, la lacul ce este din sus de Ulmi, însă parte ce-i din Cogâlnic, să se așăzi un sat.
 
Iar hotarul acestui sat să fie pe cât să va pute hrăni din destul un sat de douîzăci case.”
La 15 mai 1815 în localitate este sfințită o biserică de lemn cu hramul Sf. Născătoare.

## Demografie
În satul Ulmu locuiesc circa, 3283 de locuitori (conform recensământului din 2004). Din cauza locurilor de muncă puține în sat, și din cauza salariilor mici de aici, mulți dintre locuitori fac naveta zilnic de la Ulmu la Chișinău, parcurgând o distanță de 35,5 km pe L464 și E581 (prin satele Ruseștii-Noi și Văsieni) sau de 39,8 km pe șoseaua Balcani, ajungând în sectorul Buiucani al orașului.
Satul are și unele nume de familie, specifice numai acestei zone. Locuitorii satului au un temperament al caracterului mai liniștit în comparare cu locuitorii din satele vecine. Tradițiile naționale sunt respectate cu sfințenie aici, populația satului alcătuind-o exclusiv moldovenii vorbitori de limbă română.

### Structura etnică
Structura etnică a localității conform recensământului populației din 2004:
| Grup etnic                                               | Populație | % Procentaj  |
| -------------------------------------------------------- | --------- | ------------ |
| Băștinași declarați Moldoveni Băștinași declarați Români | 3.201 15  | 98,70% 0,46% |
| Ruși                                                     | 16        | 0,49%        |
| Ucraineni                                                | 9         | 0,28%        |
| Bulgari                                                  | 1         | 0,03%        |
| Alții                                                    | 1         | 0,03%        |
| Total                                                    | 3.243     |              |

### Religie

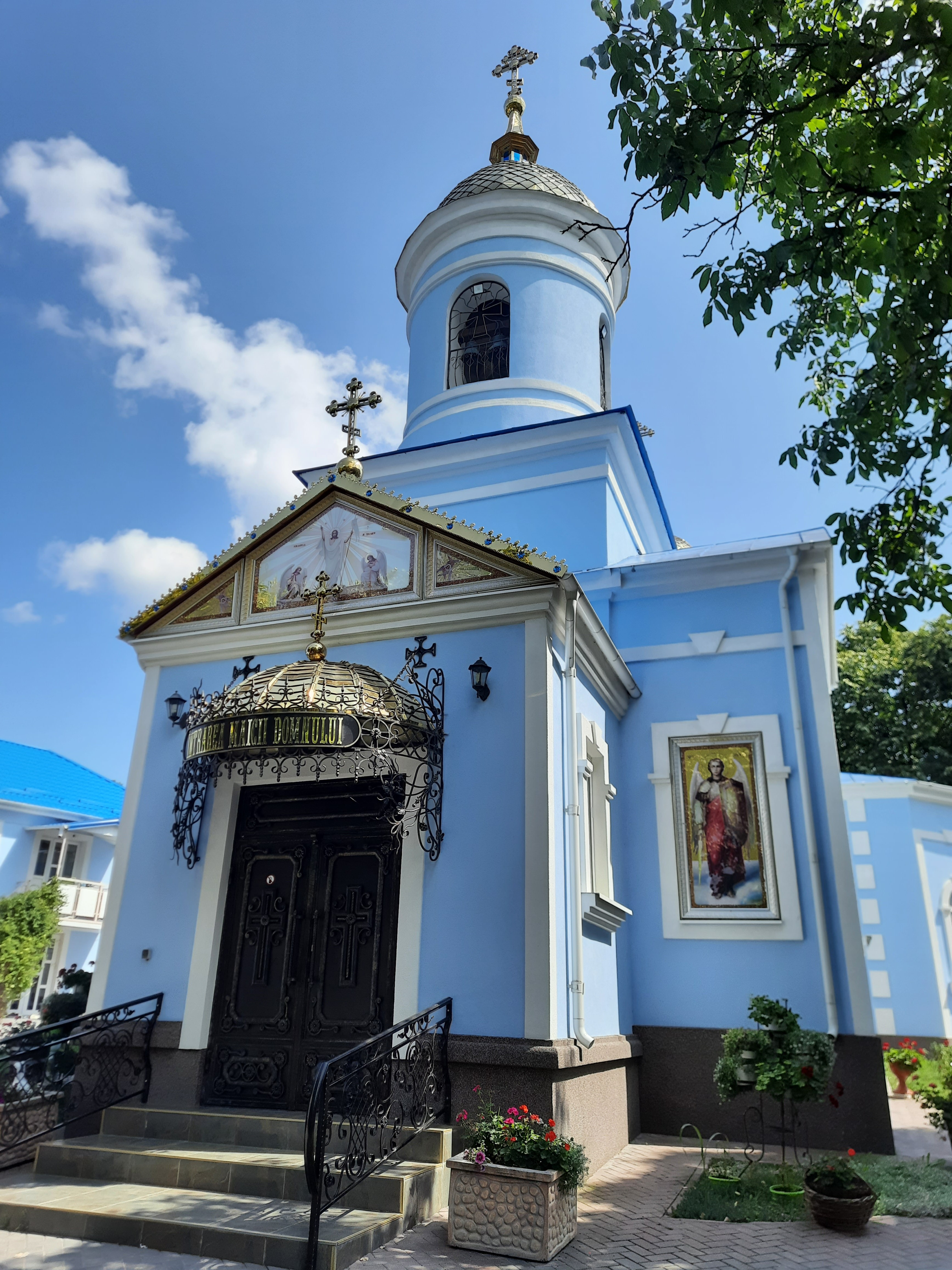
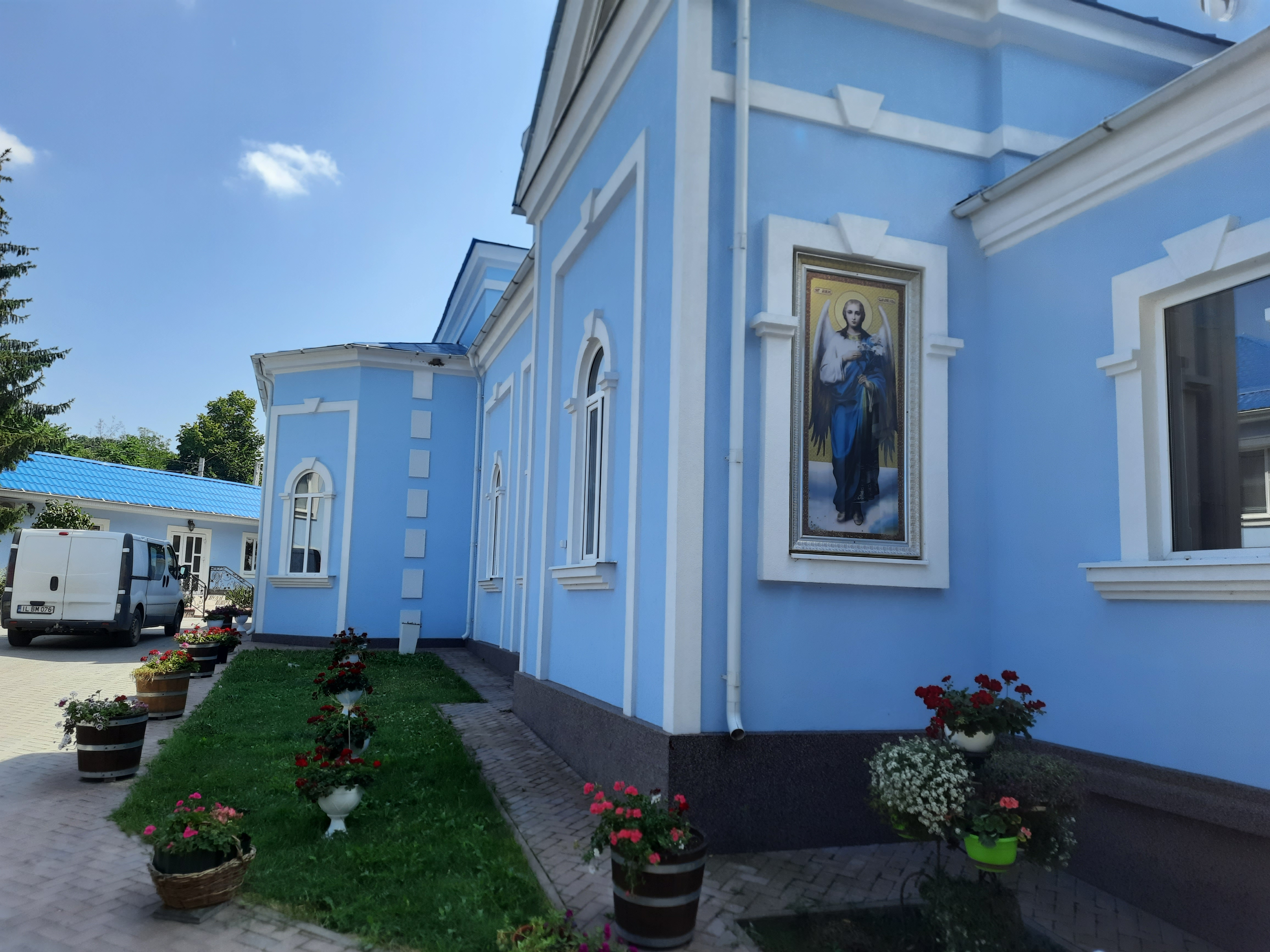
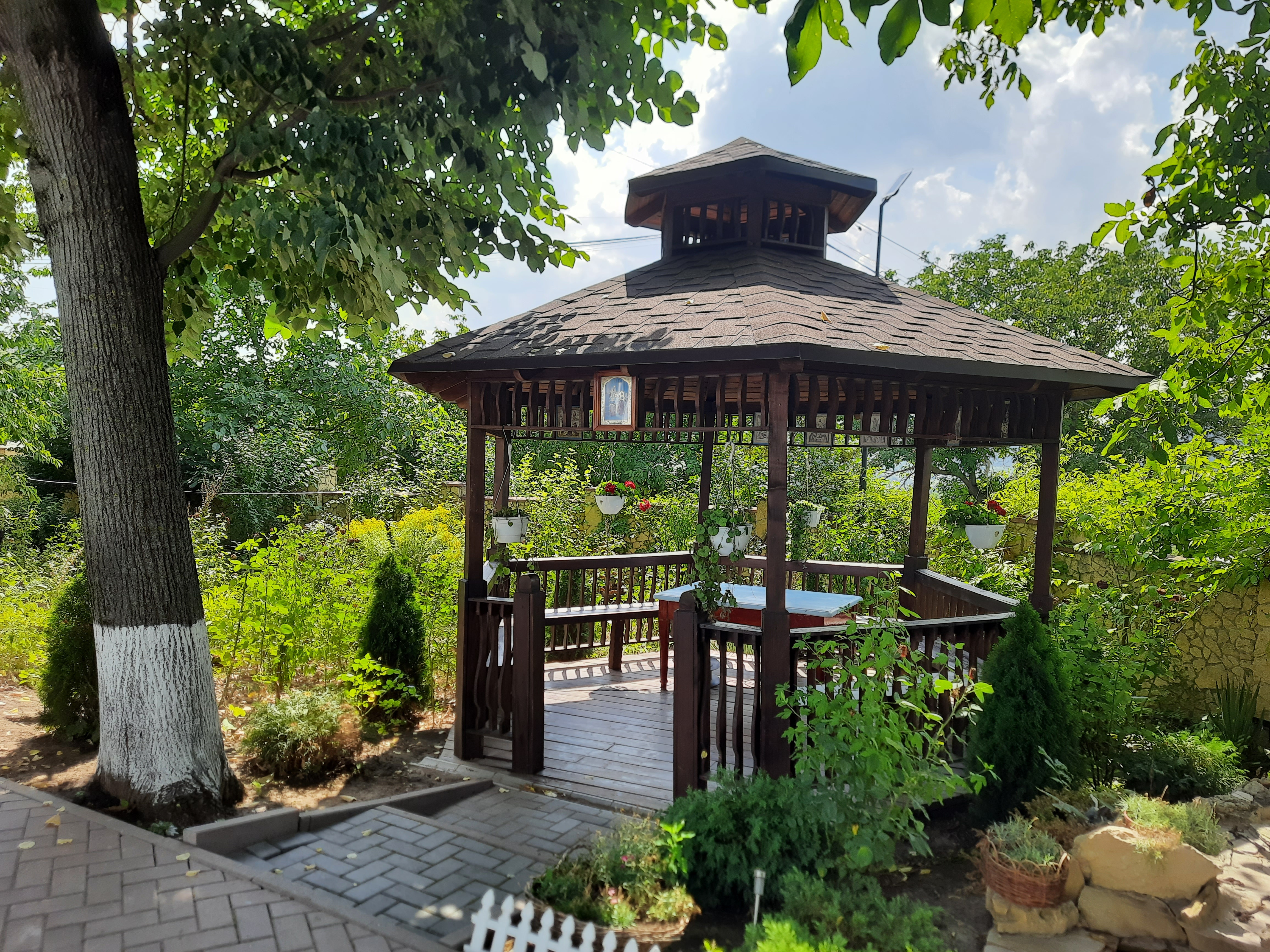
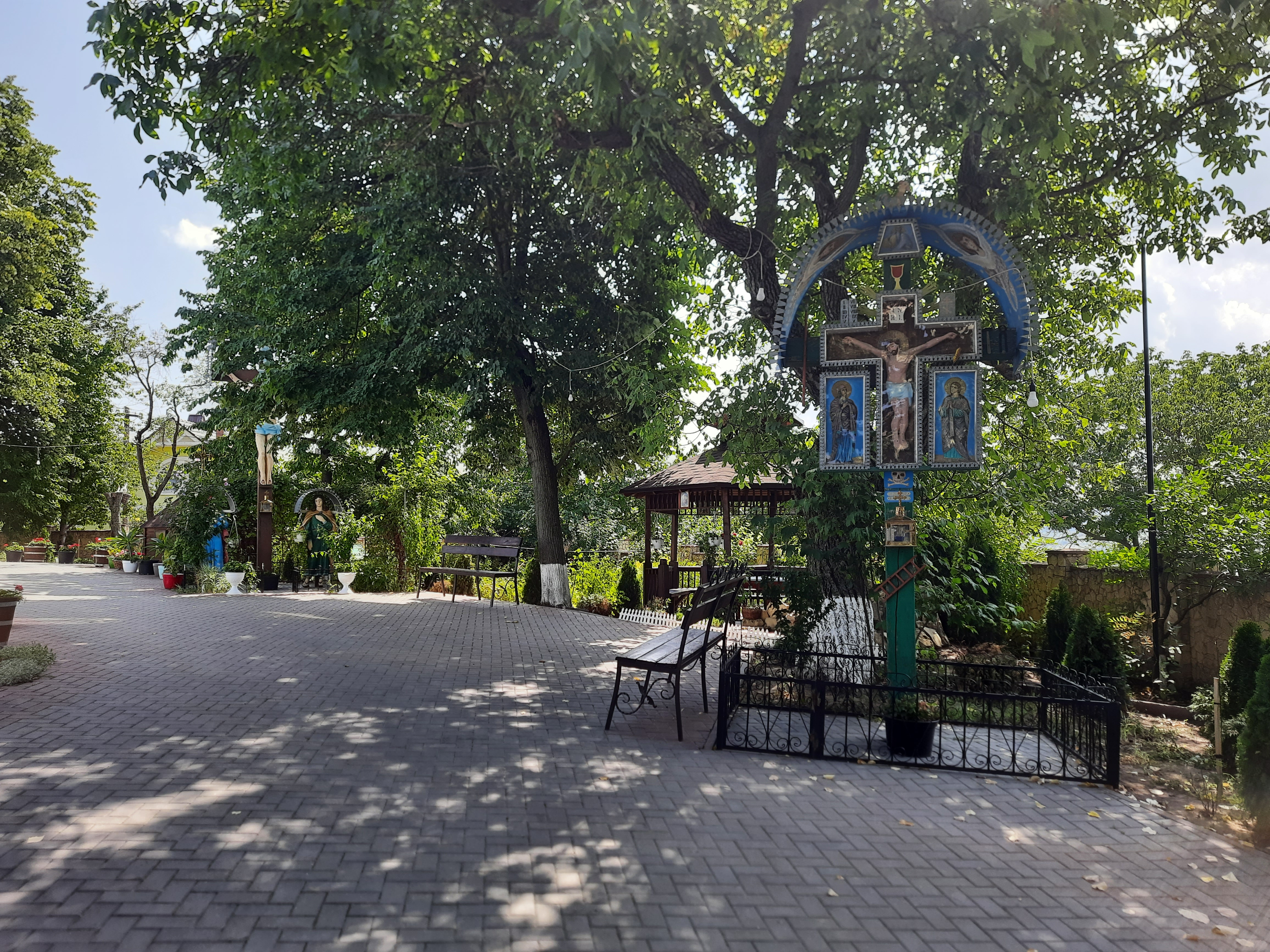
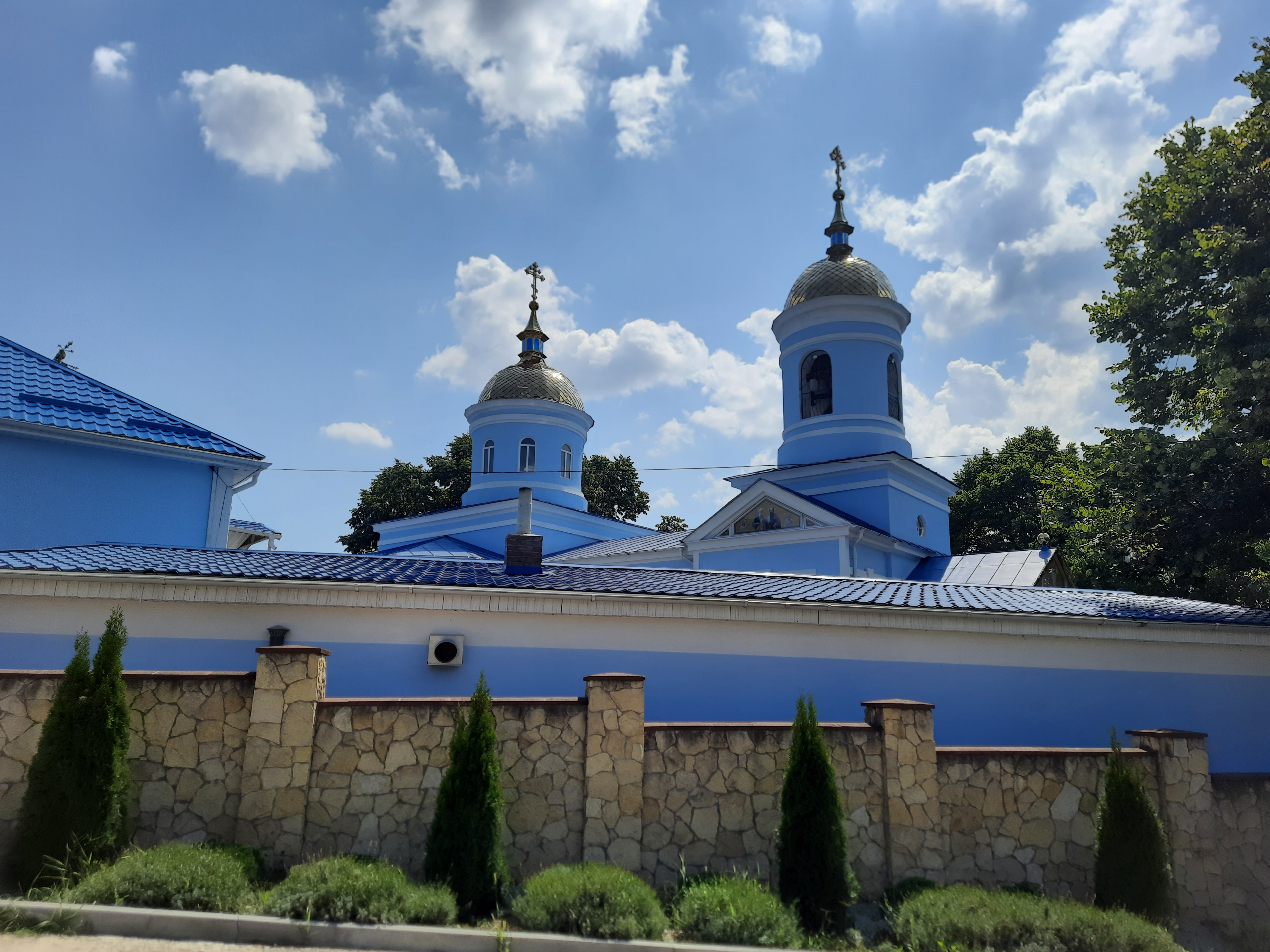

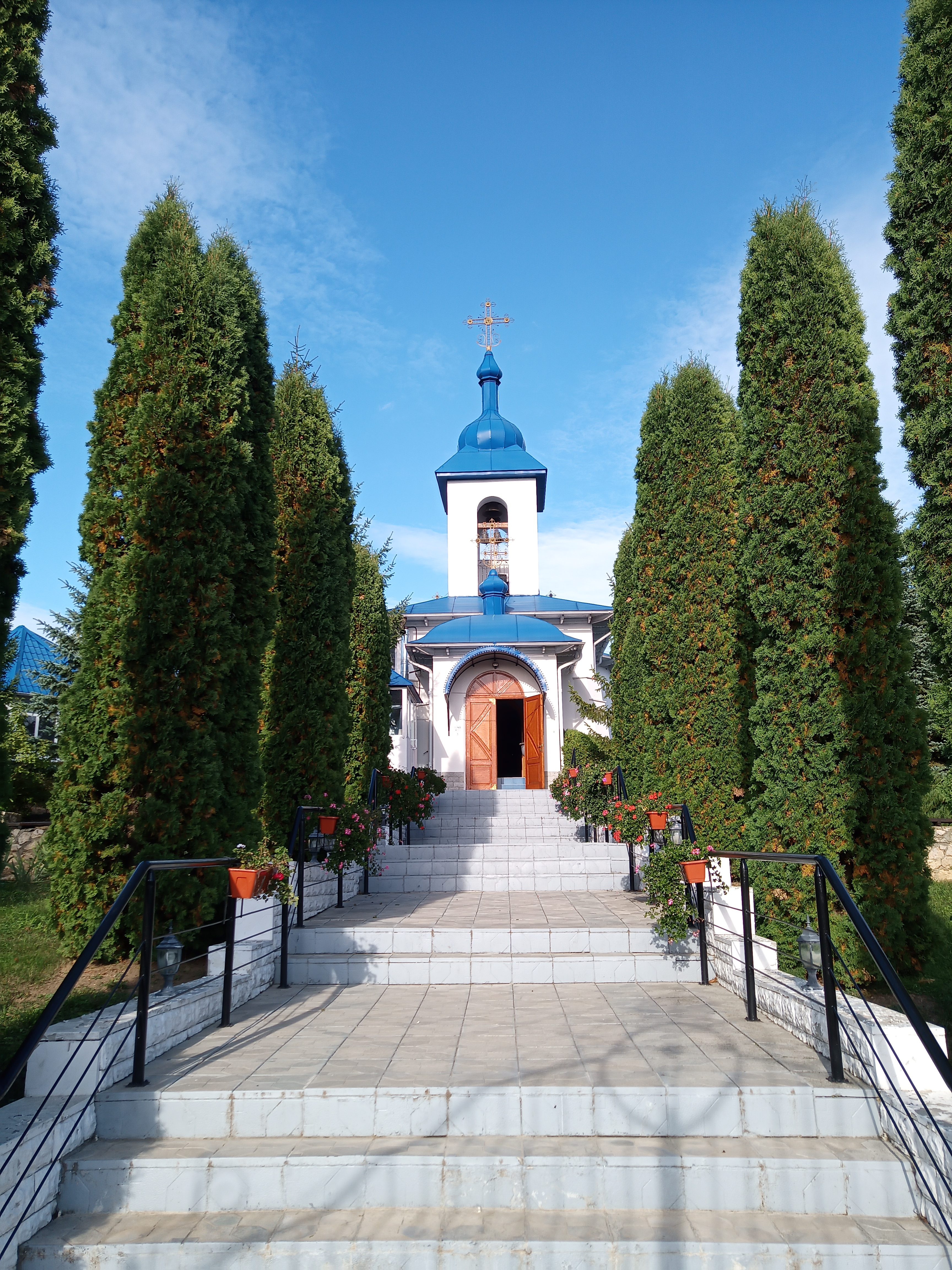
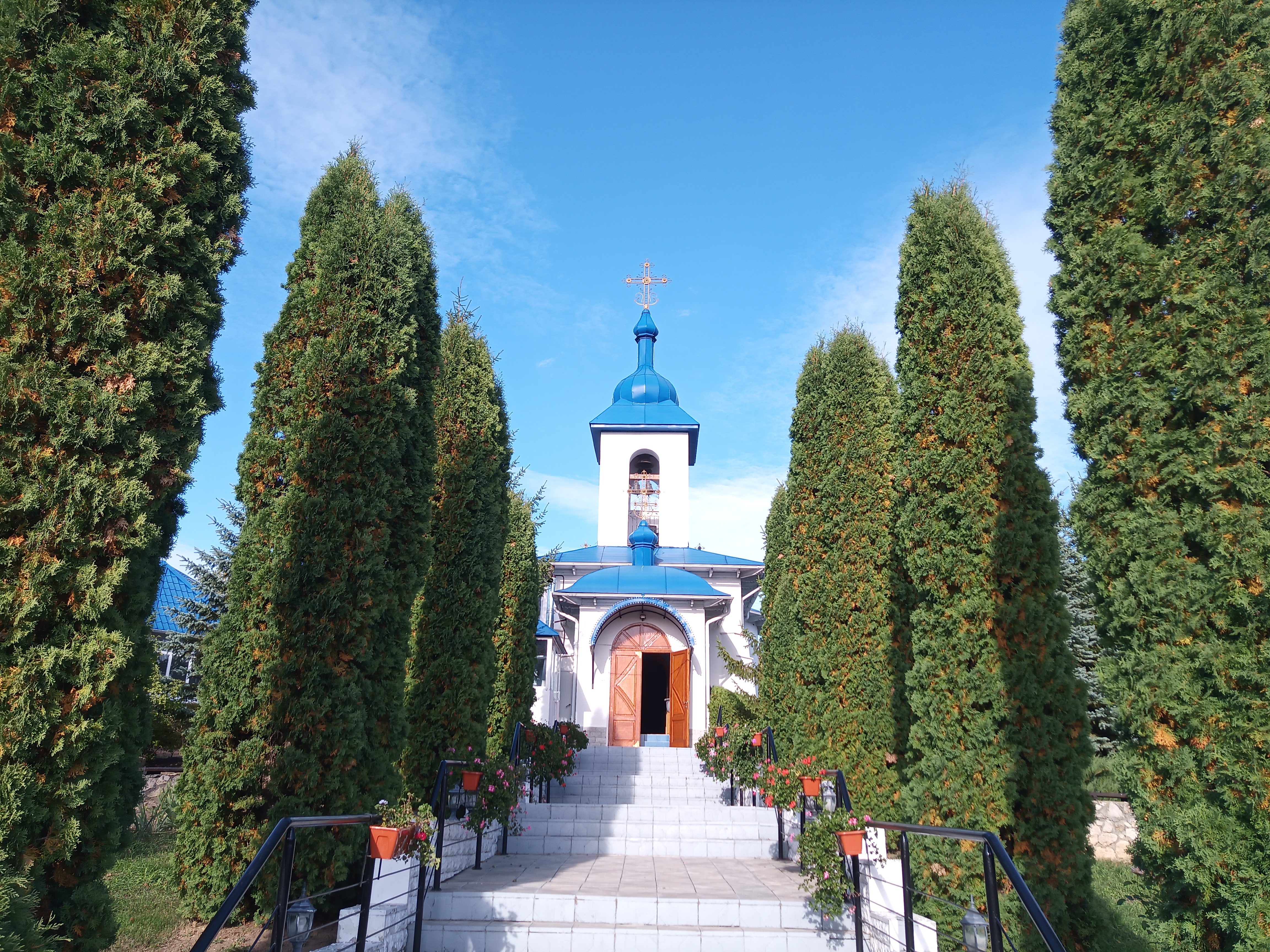
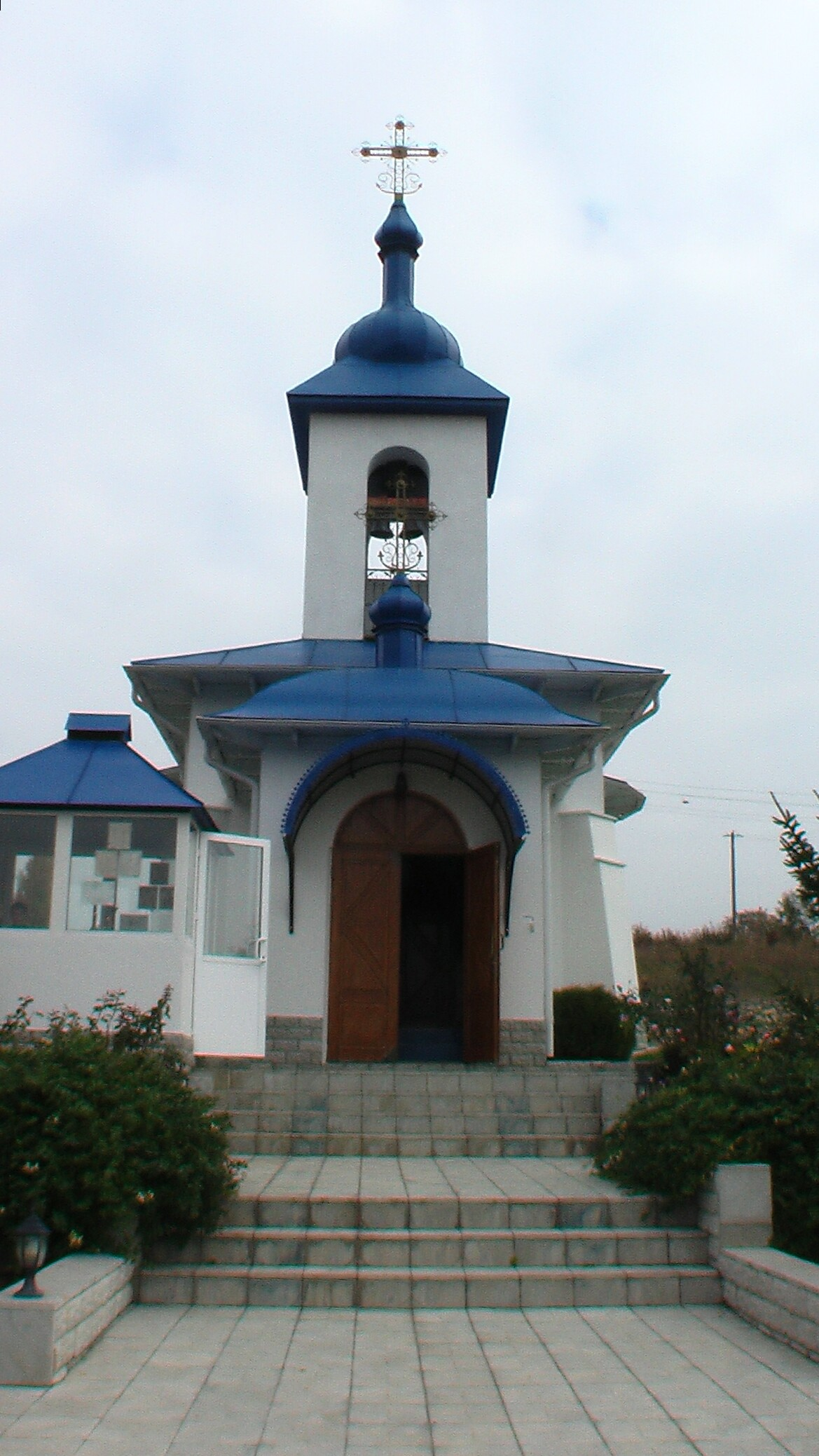
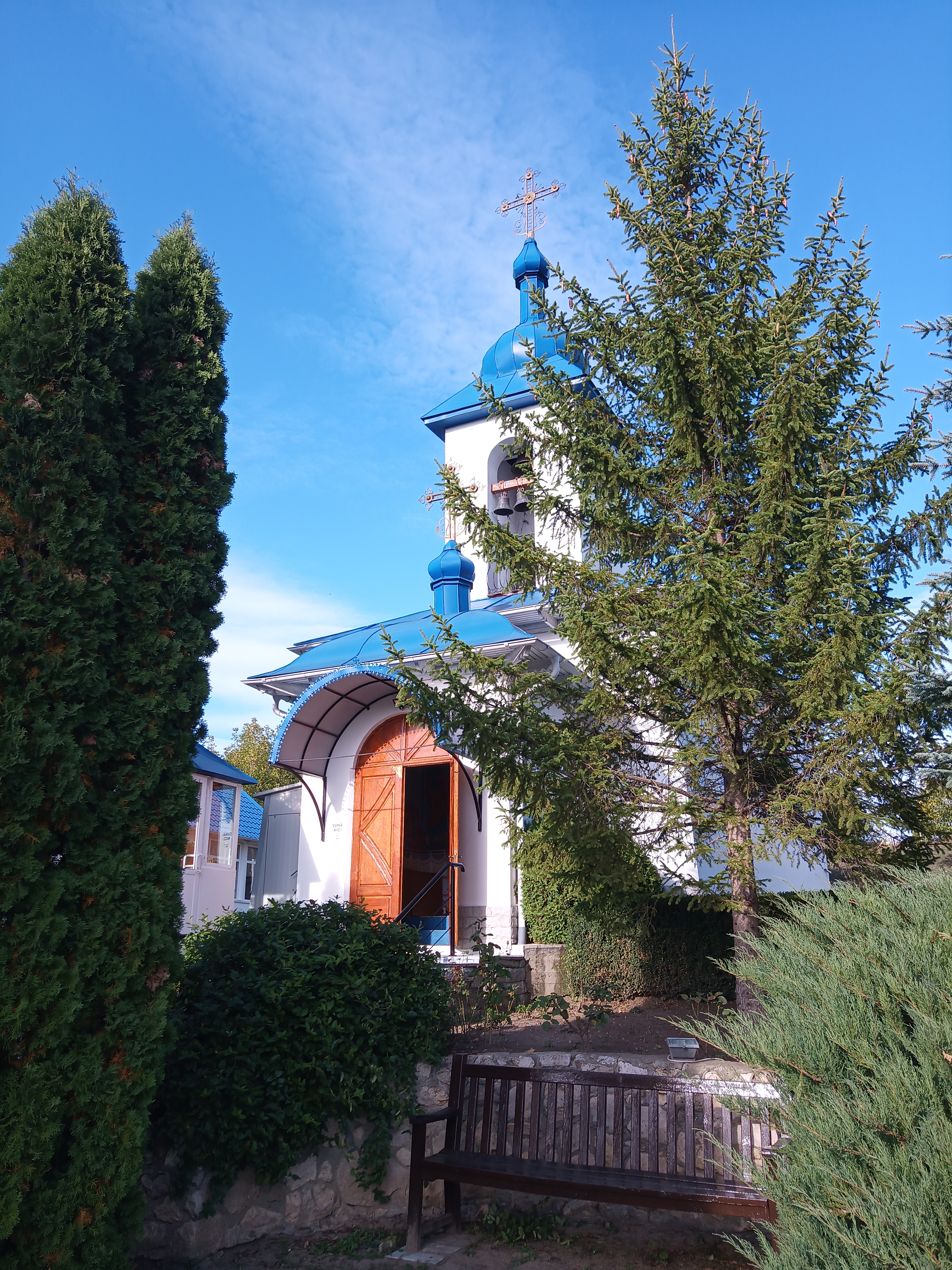
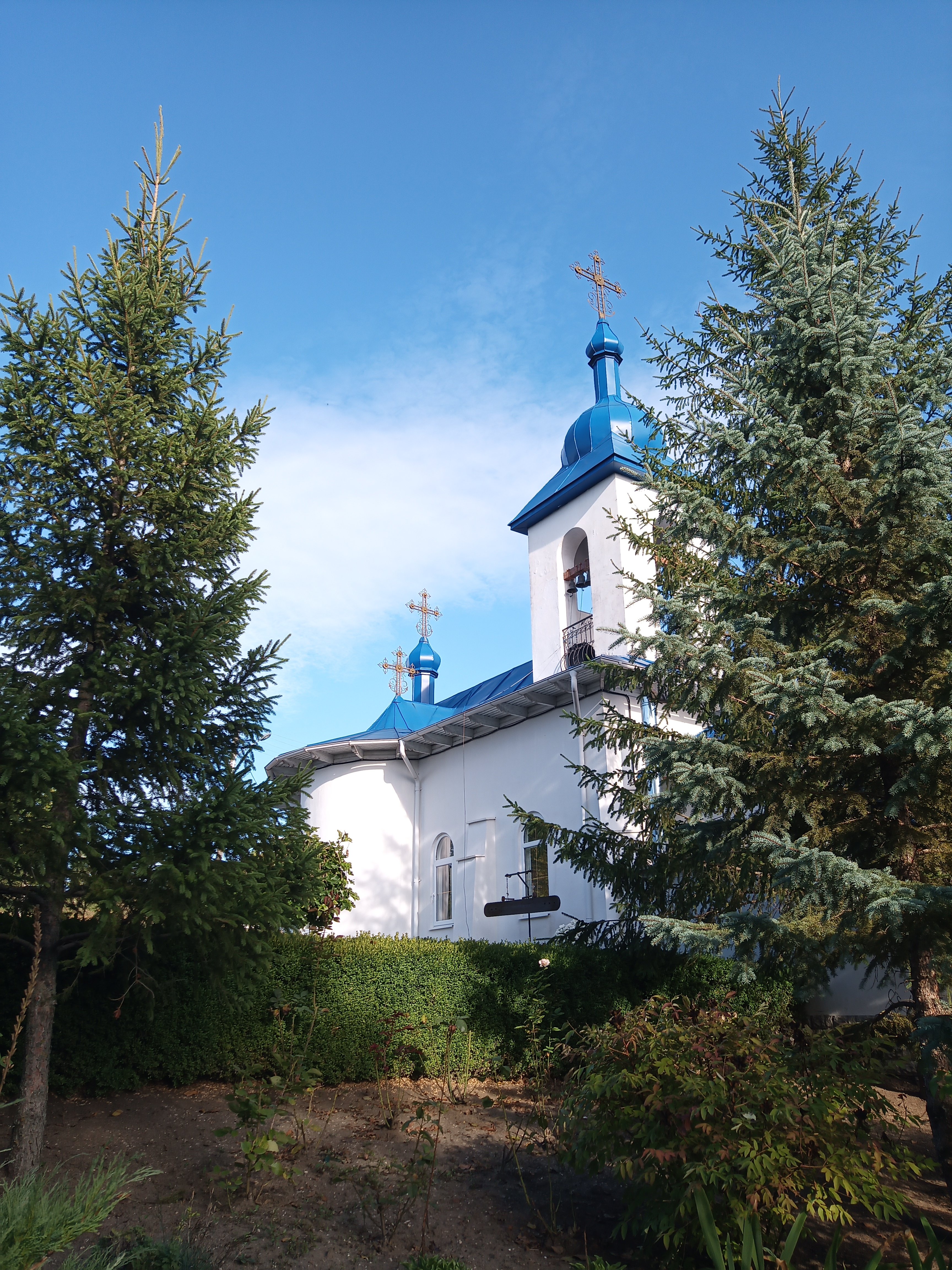

Lăcașurile de cult din Ulmu sunt următoarele:
Biserica „Intrarea în templu a Maicii Domnului”
Mănăstirea „Sf. Teodora de la Sihla”

## Administrație și politică
Componența Consiliului local Ulmu (13 consilieri), ales la 5 noiembrie 2023, este următoarea:
|  | Partid                                  | Consilieri | Componență | Componență | Componență | Componență | Componență |
|  | --------------------------------------- | ---------- | ---------- | ---------- | ---------- | ---------- | ---------- |
|  | Partidul Acțiune și Solidaritate        | 5          |            |            |            |            |            |
|  | Partidul Social Democrat European       | 4          |            |            |            |            |            |
|  | Candidat independent VEACESLAV DRUCEANU | 1          |            |            |            |            |            |
|  | Partidul Democrația Acasă               | 1          |            |            |            |            |            |
|  | Platforma Demnitate și Adevăr           | 1          |            |            |            |            |            |
|  | Candidat independent NICOLAE PERJERU    | 1          |            |            |            |            |            |

## Social
Satul Ulmu dispune de un gimnaziu, numit în cinstea marelui poet, Mihai Eminescu, de un oficiu poștal, de un spital nou-renovat (din 2010-2011), mai multe magazine și o casă de cultură, care din păcate se află într-o stare deplorabilă. 
În sat bătrânii și tinerii se bucură de o atenție sporită din partea primăriei. Astfel, a fost deschis un azil de bătrâni în locul fostei școli, o grădiniță complet renovată. În sat activează și un azil de bătrâni ce a fost renovat cu ajutorul primăriei, a Fondurilor Uniunii Europene și a bisericilor și a oamenilor binevoitori din sat.

## Infrastructură
După independența națională, câștigată în 1991, satul cunoscuse o perioadă de dezvoltare mai lentă, decât cea din Uniunea Sovietică. Infrastructura necesită investiții medii, astfel, străzile principale sunt iluminate pe timp de noapte, și unele drumuri sunt asfaltate sau pavate în unele cazuri. Satul Ulmu este situat în apropiere de șoseaua M1, fapt ce simplifică procesele de transportare a mărfurilor, în special pentru producători. Primăria satului încearcă să modernizeze cât mai mult, în fiecare an infrastructura satului. Microbuzele și autobuzele pleacă zilnic, după un orar prestabilit din Chișinău și ajung în 40-60 de minute la destinație.
Primarul Tudor Coșleț din partea PPCD a reușit în anii săi de primar a satului Ulmu, să reasfalteze cele mai principale artere ale satului, să ilumineze străzile principale, să atașeze plăcuțe cu numele străzilor și cu numerele caselor. Din 2009-2010 se începuse construirea unei magistrale care leagă satele Ulmu, Văsieni și Ruseștii Noi printr-o legătură directă către drumul național M1 (Poltava).  
Acoperirea cu semnal de telefon mobil este asigurată de circa 3 antene situate în puncte cheie ale  tuturor operatorilor de telefonie mobilă. Aici activează și un operator de cablu, bucurându-se de un mare succes în rândul locuitorilor satului. 

## Vezi și
- Mănăstirea Ulmu